# Stenocactus multicostatus
Stenocactus multicostatus, con el nombre común de pedo de perro, es una especie de planta fanerógama perteneciente a la familia Cactaceae.

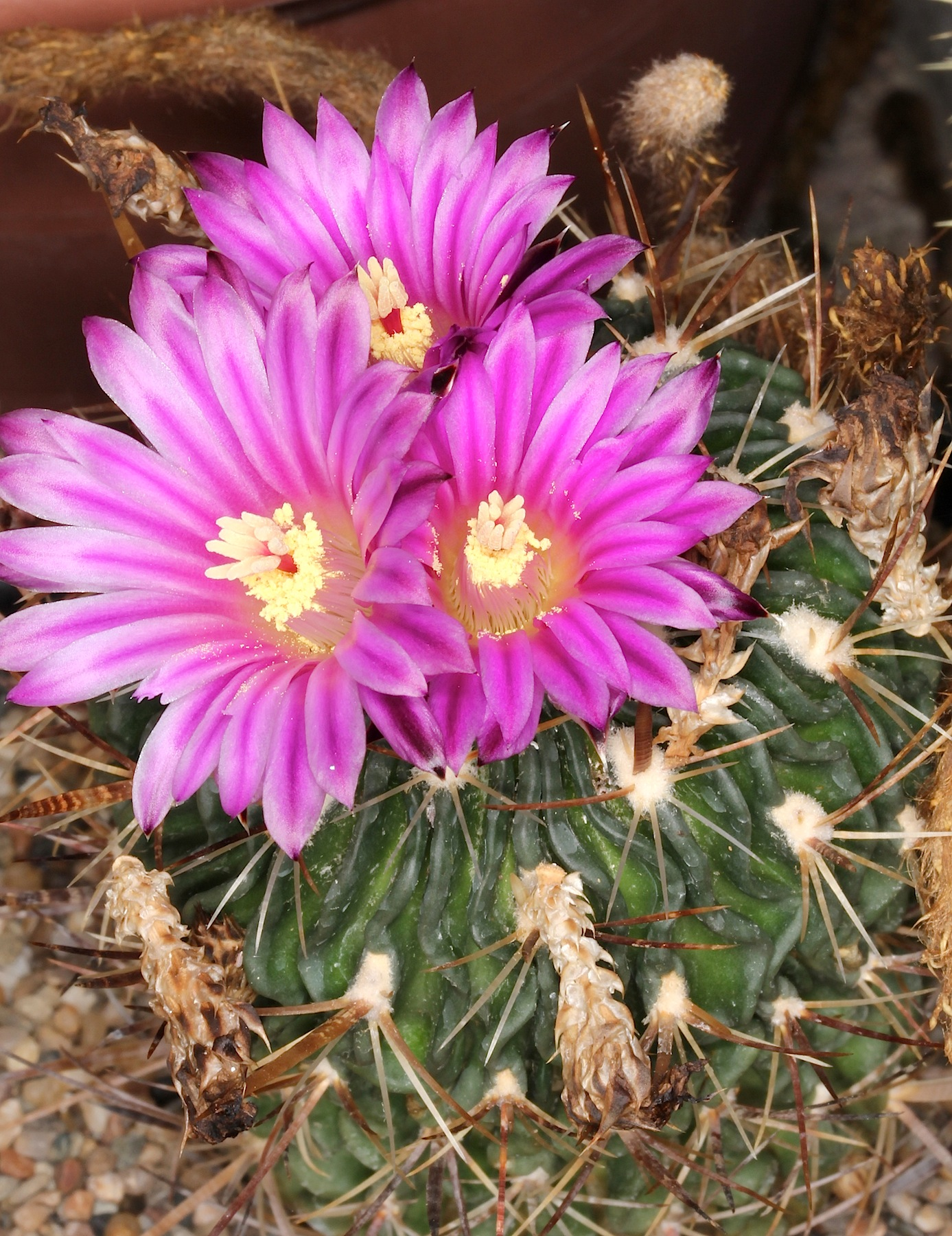
Flores

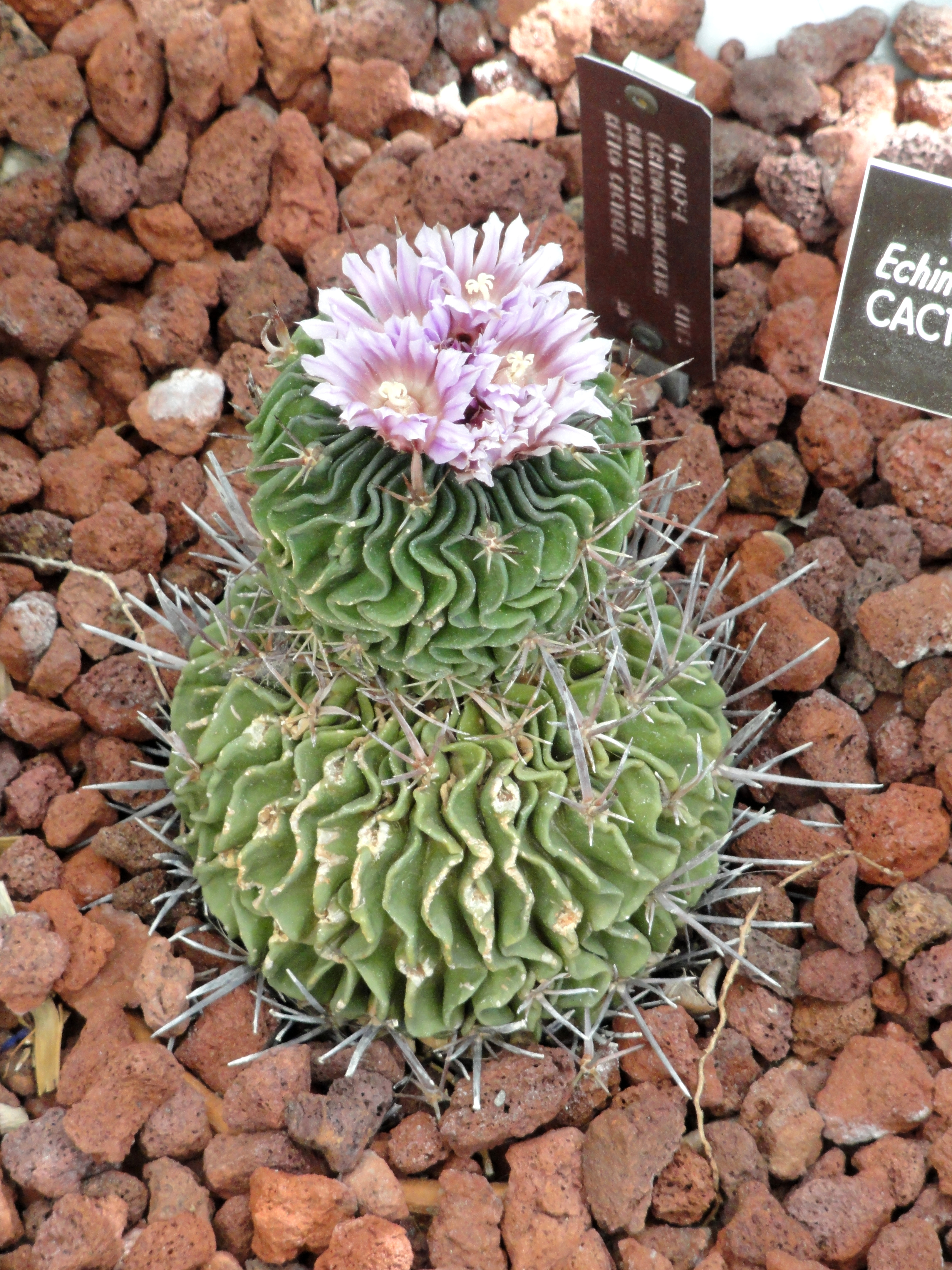
Vista de la planta

## Distribución y hábitat
Es endémica de Chihuahua, Coahuila de Zaragoza y Durango en México. Su hábitat natural son los áridos desiertos.  Es una especie extendida por todo el mundo como planta ornamental.

## Descripción
Es una planta perenne  esférica o ligeramente cilíndrica que  alcanza un tamaño de hasta 6 centímetros de altura y un diámetro de hasta 10 centímetros. Tiene  menos de 120 agudas costillas, prensadas,  muy delgadas, onduladas entre los cuales hay surcos estrechos. En cada nervio suele haber sólo una areola. En la areola, tres espinas centrales curvadas blancas, similares al papel que miden 3 centímetros de largo y tienen una sección transversal de cuatro lados. Las cuatro espinas radiales son translúcidas a blanco, curvadas en posición vertical o ligeramente. La cresta está cubierto por una lana fina blanquecina. 
Las blancas flores miden 2,5 centímetros de largo y tienen un centro púrpura-violeta.   

## Taxonomía
Stenocactus multicostatus fue descrita por (Hildm.) A.Berger ex A.W.Hill y publicado en Index Kewensis 8: 228. 1933.
Etimología
Stenocactus: nombre genérico que deriva de las palabras griegas: στενός stenos que significa "estrecho",  en referencia a las costillas, que son muy delgadas en la mayoría de las especies de este género.
multicostatus: epíteto latíno que significa "con múltiples costilla".
Sinonimia
- Echinocactus multicostatus
- Echinofossulocactus multicostatus
- Echinofossulocactus lloydii
- Stenocactus lloydii
- Echinofossulocactus zacatecasensis
- Stenocactus zacatecasensis
- Echinofossulocactus erectocentrus